# Euphyia expolita
Euphyia expolita là một loài bướm đêm trong họ Geometridae.